# Harald Boucht
Harald Boucht, född 27 december 1872 i Vasa, död där 3 augusti 1963, var en finländsk jurist och aktivist. Han var far till häradshövdingen Sverre Boucht och advokaten Christer Boucht.
Boucht avlade rättsexamen 1895, var assessor vid Vasa hovrätt 1917–1928 och blev hovrättsråd 1928. Han agiterade 1912 inom Vasa lotsfördelningsdistrikt för den omfattande lotsstrejk som uppstod på grund av en förordning där lotsarna ålades att behärska ryska. Han deltog även aktivt i kampen för Finlands självständighet genom att 1917 organisera vapensmuggling med S/S Equity och upprätthålla kontakt med finländska motståndsmän i Tyskland genom en illegal radiotelegrafstation på Vasklot. Under kriget 1918 var Boucht chef för Vasa militärdistrikt och befordrades för denna insats till major av general Mannerheim. Han var stadsdirektör i Vasa 1929–1932 och häradshövding i Ilmola domsaga 1932–1942. Harald Boucht var en av nyckelpersonerna när det gällde att mobilisera svenskösterbottningar till Lapporörelsen, i vars ledning han även satt. 